# Шагеева, Розалина Гумеровна
Розалина Гумеровна Шагеева (тат. Розалина Гомәр кызы Шаһиева; 28 июня 1945, Бикет, Юдинский район, Татарская АССР, РСФСР, СССР — 13 мая 2024, Казань) — татарская поэтесса, переводчица, художница, искусствовед, музейный работник. Заслуженный деятель искусств Республики Татарстан (1993). Лауреат Государственной премии Республики Татарстан имени Габдуллы Тукая (2017).

## Биография
Розалина Гумеровна Шагеева родилась 28 июня 1945 года в ныне несуществующей деревне Бикет, выселке Бишни, находившейся в Юдинском районе Татарской АССР, на царевококшайском почтовом тракте. .
Росла среди мастеров татарского рукоделия и народного искусства, деревообделочников, швей, зодчих, музыкантов. В возрасте пяти лет вместе с родителями — отцом Гумером и матерью Махираджаб — переехала в Казань, где провела детство и школьные годы. Писать стихи начала ещё во время учёбы в школе, в возрасте 10 лет. В те же годы начала публиковаться в молодёжных изданиях, участвовала в юношеских концертах-смотрах с чтением своих стихов, а в 1960 году выиграла конкурс молодых поэтов «Ялкын». Также увлекалась театром, занималась в школьном драмкружке, в частности, играла в спектакле «Голубая шаль» К. Тинчурина.
Окончив татарскую школу № 80 с золотой медалью, в 1963 году поступила на историко-филологический факультет Казанского государственного университета имени В. И. Ульянова-Ленина. Учила персидский язык у М. Н. Нугмана, перед выпуском стажировалась на восточном факультете Ташкентского государственного университета. В 1968 году окончила университет с красным дипломом, защитив диссертацию «Персидские мотивы в русской поэзии XIX века» и получив специальность филолога в области русского языка и литературы. Некоторое время была ассистентом на кафедре русской и иностранной литературы Казанского государственного педагогического института, а в 1969 году перешла на работу в Государственный музей изобразительных искусств Татарской АССР, где в дальнейшем занимала должности старшего научного сотрудника и заведующего отделом.
Под руководством Б. И. Урманче, Ф. Х. Валеева, А. Х. Халикова занималась подробным изучением памятников татарского декоративно-прикладного искусства. В то же время приняла непосредственное участие в организации первых в музее экспозиций татарского искусства, а также персональных выставок художников, работавших с национальными темами и мотивами. Своебразным итогом этой работы стал альбом «Декоративно-прикладное искусство казанских татар», изданный в 1990 году вместе с искусствоведом Г. Сулеймановой-Валеевой и номинированный на Государственную премию Республики Татарстан имени Г. Тукая. Активно коллекционировала предметы искусства, живопись, в частности, казанский авангард.
В 1975 году поступила в аспирантуру сектора искусствоведения Института языка, литературы и истории имени Г. Ибрагимова Казанского филиала Академии наук СССР, которую окончила в 1981 году по специальности литературоведа, защитив диссертацию «Взаимодействие татарской литературы и изобразительного искусства». Во время учебы изучала синтетические формы татарского повседневного искусства времён древности и средневековья — рукописные книги, каллиграфию, шамаили, кожаную мозаику. Применительно к исторической плоскости, путём сравнения истоков и разновидностей пришла к выводу о том, что каждый из видов татарского повседневного искусства восходит своими корнями к поэзии и литературе. В те годы со своими исследованиями и открытиями начала активно публиковаться в прессе, участвовать в радиопередачах, выступать с докладами на научных конференциях. Продолжив писать стихи, проявила себя и в области художественного перевода с татарского на русский язык отдельных произведений Мухамедьяра, Кул Шарифа, Дэрдменда, С. Т. Хакима, Ф. Х. Хосни, татарского фольклора и сказок, научных трудов Х. У. Госмана, Н. Г. Юзеева, М. Х. Бакирова по теории поэзии. Также известна переводами на татарский поэзии с арабского, персидского, турецкого языков. Сама также пишет одинаково успешно как на татарском, так и на русском языках. Выступала также автором гимнов-маршей, положенных на музыку композитором Р. З. Ахияровой.

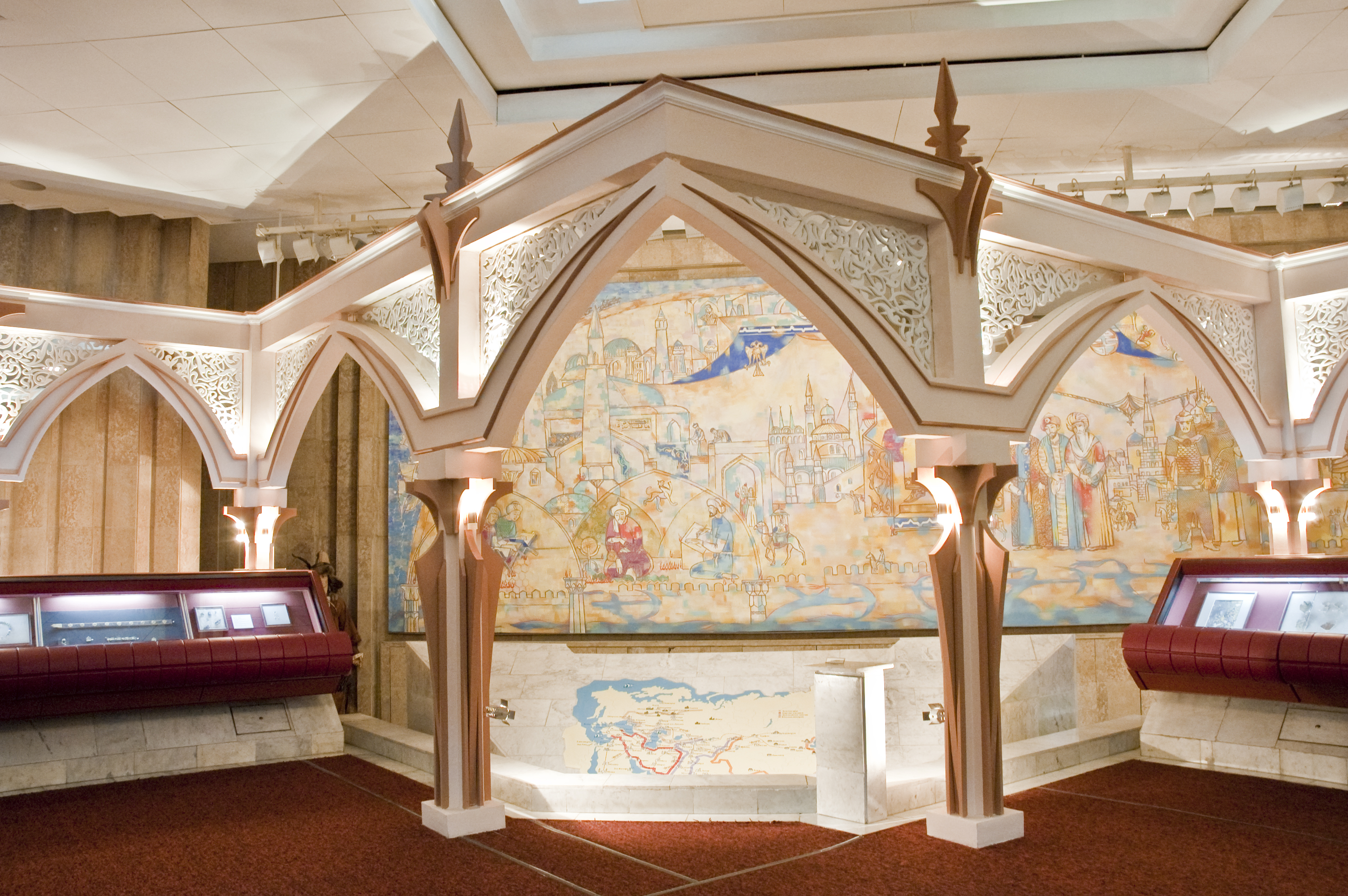
Экспозиция НКЦ «Казань»

В 1991 году поступила на работу искусствоведом в Национальный культурный центр «Казань», а в 1996 году заняла должность заместителя директора по научной работе. Внесла значительный вклад в преобразование бывшего «Ленинского мемориала» в постоянно действующий музейно-культурный центр татарского народа, в котором стали проводиться художественные выставки, литературные вечера, а также другие мероприятия. Именно Шагеевой принадлежит идея установки перед зданием НКЦ «Казань» стелы с птицей свободы «Хоррият», также она была автором научных концепций и сценарно-музеелогических решений экспозиционного пространства музеев комплекса. В 1990—2000 годах принимала активное участие в организации на базе НКЦ «Казань» многочисленных выставок татарского изобразительного искусства, в частности, в Москве, Будапеште, Абу-Даби, Стамбуле, Хельсинки, а также в штаб-квартире ЮНЕСКО в Париже. При этом она проводила большую исследовательскую работу, занимаясь написанием искусствоведческих статей, текстов буклетов и каталогов для данных выставок. В 1991—2008 годах являлась научным руководителем Музея национальной культуры, старшим научным сотрудником Музея тысячелетия, заместителем директора НКЦ «Казань» по науке. В 2008—2011 годах была заведующей Национальной художественной галереей «Хазинэ» в Казанском кремле.
Член Союза писателей Республики Татарстан с 2004 года. Шагеева является автором ряда сборников стихов, выпущенных различными казанскими издательствами. Обладая широким кругозором и глубоким знанием традиций мировой поэзии, она демонстрирует отличное владение литературными приёмами и средствами, в том числе древнетюркскими поэтическими методами. Поэтические переживания Шагеевой, богатые неожиданными метафорами, мифологическими образами, афористическими выражениями и ритмическими особенностями, эмоциональными и драматическими интонациями, являются практическим отражением идей национального возрождения в современной татарской поэзии области как содержания, так и формы. Р. Г. Файзуллин отзывался о ней как прекрасной дочери татарского народа, чей гений стал известен ещё в студенческие годы. По словам М. Юнуса, стихотворения Шагеевой не могут оставить равнодушными ценителей поэззии Г. Тукая, Х. Такташа, Х. Туфана. Р. К. Гаташ отмечал эрудированность Шагеевой, её глубокие знания духовных богатств татарского народа и умение выразить в стихах свою национальную гордость. Особое место в творческой работе Шагеевой занимает именно Тукай — была в числе организаторов выставок к 90- и 100-летию поэта в 1976 и 1986 годах, выпустила несколько альбомов с обозрением тукаевской темы в творчестве различных художников, а также посвятила Тукая ряд своих стихотворных произведений.

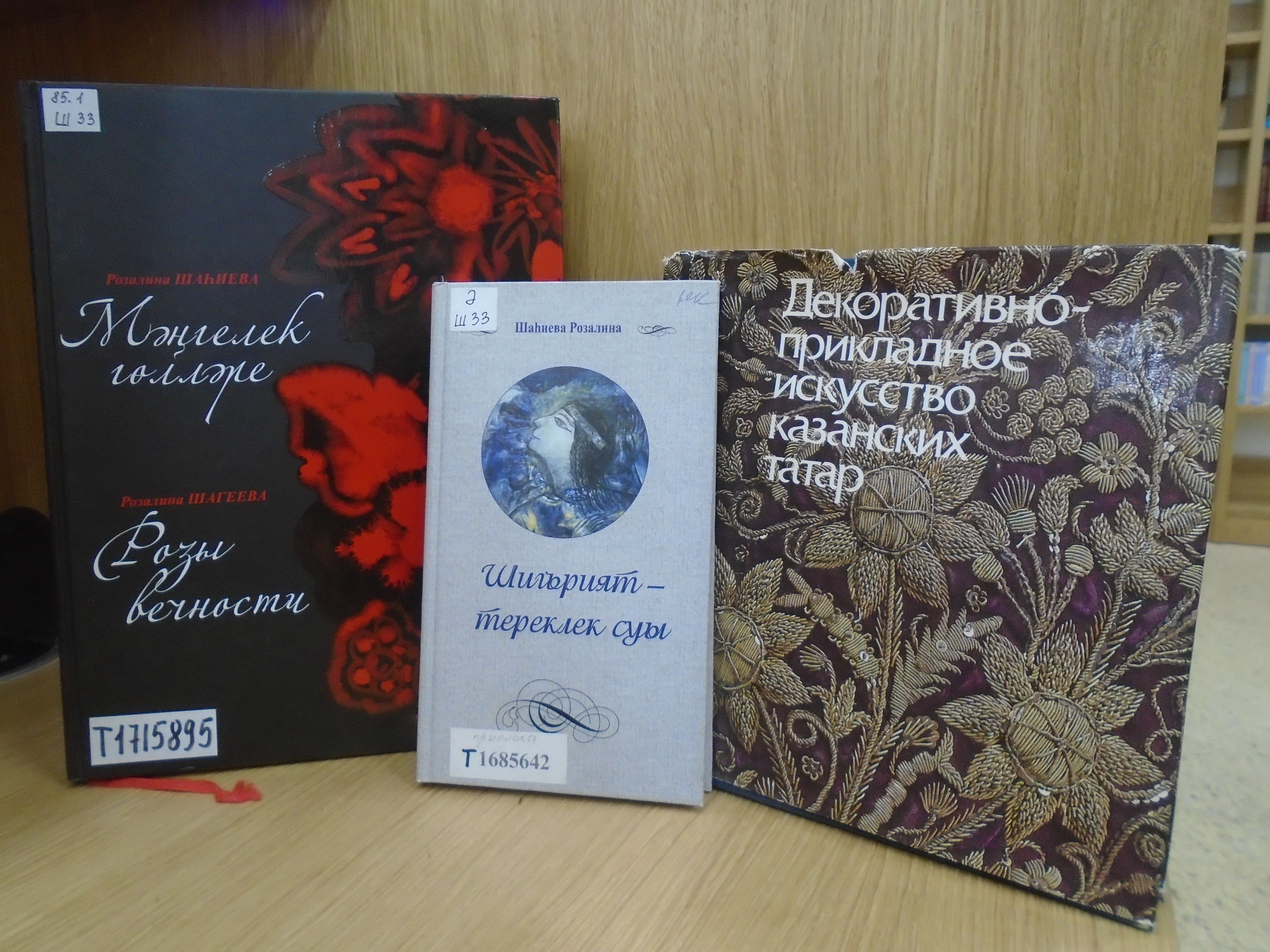
Некоторые книги Розалины Шагеевой

Член Союза художников Республики Татарстан с 1991 года. Считается одним из видных и авторитетных исследователей татарского искусства, немало сделавшим для его популяризации в мире. В частности, особое внимание привлекала к татарской традиционной кожаной мозаике. Является признанным мастером критической оценки как статичного (скульптура, архитектура), так и динамичного (хореография, балет, театр) видов искусства. Издала более десятка монографий и порядка двухсот статей, посвященных наиболее ярким представителям искусства и культуры Татарстана, в частности, Б. И. Урманче, А. С. Фатхутдинову, Ф. Г. Халикову, А. А. Абзгильдину. Состояла членом редколлегий журналов «Казан утлары» и Сөембикә. Занимается поддержкой молодых талантов, будучи озабоченной вопросами сохранениями татарской культуры. Не отрицая двуязычия как необходимого требования времени, выступает за придание приоритета именно татарскому языку.
В 2012 и 2013 года номинировалась на премию Тукая. В 2015 году выпустила в свет сборник своих наиболее ярких очерков о более чем ста художниках Татарстана под названием «Розы вечности». В 2017 году за эту книгу вновь была номинирована на премию Тукая, и наконец её получила. В 2018—2019 годах, как главный искусствовед и хранитель фондов НКЦ «Казань», вместе с другими сотрудниками музея неоднократно выступала против планов выселения экспозиции из своего здания и переноса туда Национальной библиотеки Республики Татарстан, трактуя это как «уничтожение истории татарского народа» и «ликвидацию плодов суверенитета», однако к ним не прислушались.
Скончалась 13 мая 2024 года в Казани в возрасте 78 лет.

## Награды
Премии

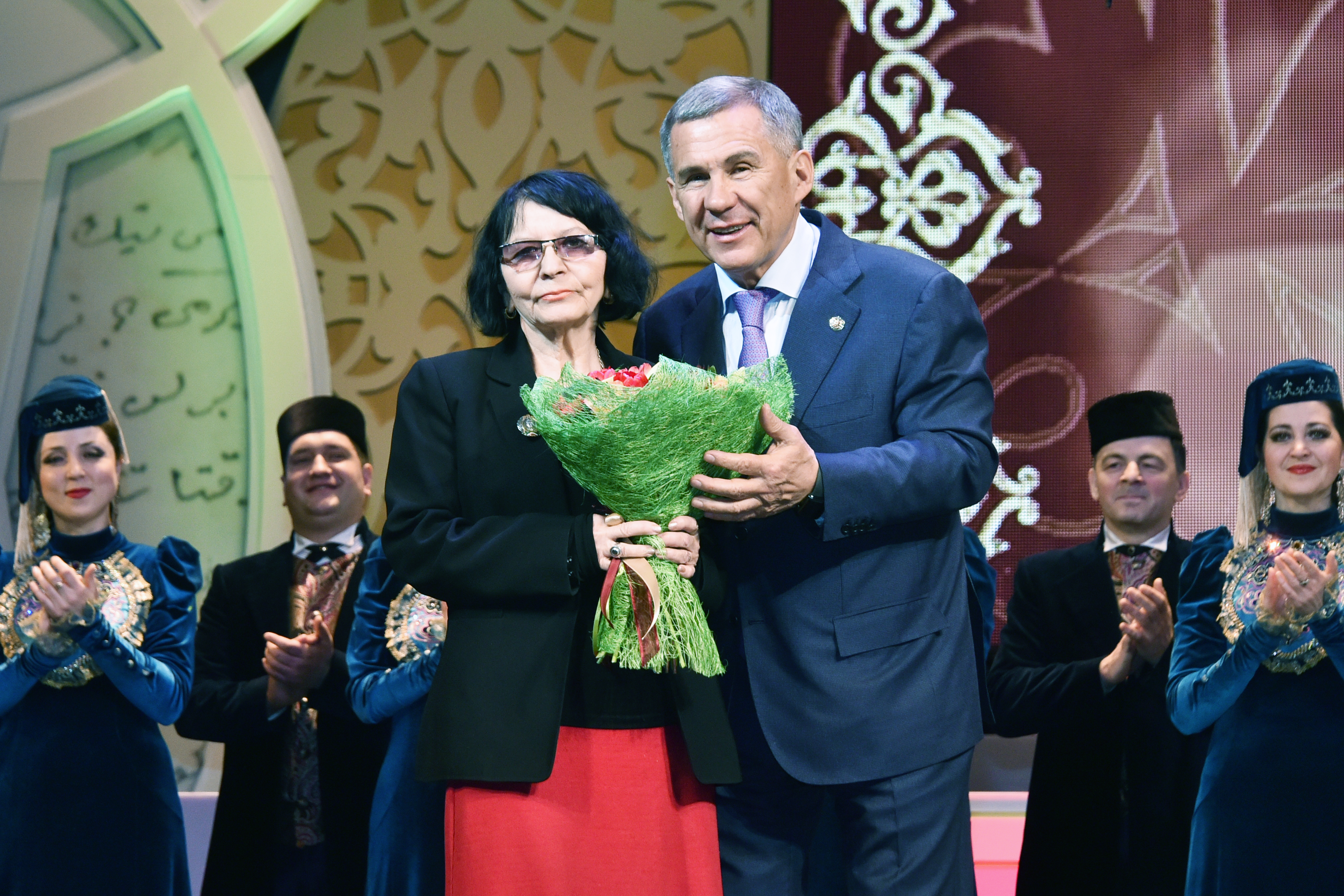
Вручение премии Тукая президентом Миннихановым, 26 апреля 2017 года

- Государственная премия Республики Татарстан имени Габдуллы Тукая (2017 год) — за книгу «Розы вечности: сборник статей на татарском и русском языках», издательство «Заман», Казань, 2015 год[44]. Вручена президентом Республики Татарстан Рустамом Миннихановым на сцене Татарского академического государственного театра оперы и балета имени Мусы Джалиля[45].
- Премия имени Баки Урманче (2005 год) — за серию статей к альбомам «Искусство Ислама» и «Асхан Фатхутдинов»[46][47].
- Премия «Женщина года» (2001 года) в номинации «Женщина — лидер, политический и общественный деятель»[16][48].

Звания
- Отличник культуры СССР (1975 год)[16].
- Заслуженный деятель искусств Республики Татарстан (1993 год)[20][12].

Медали и знаки
- Медали, в том числе «В память 1000-летия Казани» (2005 год), золотая медаль «За вклад в наследие народов России» Союза исторических городов и регионов (2004 год), нагрудный знак «За достижения в культуре» министерства культуры Республики Татарстан (2009 год)[2][16].
- Медаль «100 лет образования Татарской Автономной Советской Социалистической Республики» (2021 год) — за существенный вклад в укрепление социально-экономического потенциала Республики Татарстан и многолетний плодотворный труд[49].

## Личная жизнь
Дважды была замужем, причём оба раза за русскими. Трое детей: Карина (поэтесса, автор-исполнитель песен), Радик (выпускник химико-технологического университета), Иркэ (педагог, экономист). Живёт в Казани.

## Избранная библиография
- Шагеева Р. Г., Валеева-Сулейманова Г. Ф. Декоративно-прикладное искусство казанских татар. — Москва: Советский художник, 1990. — 210 с. — ISBN 5269002655.
- Шагеева Р. Г. Чёрное ожерелье: стихи. — Казань: Идель, 1997. — 95 с.
- Шаһиева Р. Г. Кара мәрҗән: шигырьләр (татар.). — Казан: Идел, 1997. — 95 с.
- Шагеева Р. Г. Стихов живительная сила…. — Казань: Заман, 2011. — 191 с.
- Шаһиева Р. Г. Шигърият — тереклек суы (татар.). — Казан: Заман, 2011. — 223 с. — ISBN 9785890520586.
- Шаһиева Р. Г. Мәңгелек гөлләре = Розы вечности. — Казан: Заман, 2015. — 463 с. — ISBN 9785442800593. (татар.) (рус.)
- Шаһиева Р. Г. Гомер китабы: шигырьләр, поэма (татар.). — Казан: Татарстан китап нәшрияты, 2020. — 286 с. — ISBN 9785298040594.